# Григориос Ятропулос
Григориос Ятропулос (на гръцки: Γρηγόριος Ιατρόπουλος) е гръцки политик, кмет на град Воден (Едеса).

## Биография
Роден е в 1898 година в Цариград. Издава вестник „Тарос“. Избран е за кмет на Воден на два последователни избора през 1959 и 1964 година. По време на кметуването си повежда и печели съдебна битка с Гръцката енергийна компания, която насърчавана от премиера Константинос Караманлис се опитва да усвои водата на река Вода за нова водноелектрическа централа, което би предизвикало пресъхване на всички водопади във Воден.
В 1967 година военната хунта в Гърция го сваля и на негово място е назначен за кмет Лукас Парисис.
Умира в 1976 година във Воден, където е погребан.